# Lettres de Justice
Les Lettres de justice, également appelées Lettres de grâce, étaient l'une des expressions de la justice retenue du Roi de France sous l'Ancien Régime. Ces lettres remontent au  droit romain et étaient utilisées dans le droit canonique. Elles permettaient bien souvent au souverain de modifier la règle d'exécution de la sentence.
L'Ordonnance criminelle de 1670 traite ainsi dans son titre 16 "Des lettres d'abolition, rémission, pardon, pour ester à droit, rappel de ban ou de galères, commutation de peine, réhabilitation et révision de procès".

## Les différents types de lettres

### Lettres d'abolition
Les lettres d'abolition sont celles que le roi remet à l'auteur d'un crime non rémissible et par lesquelles le roi abolit la peine dont l'auteur du crime est passible. L'article 4 du titre 16 dispose qu'il ne sera pas accordé de lettre d'abolition en cas de duel, d'assassinat, de rapt avec violence ou encore d'excès contre les magistrats ou auxiliaires de justice, ni aux principaux coupables, ni à ceux qui les auraient aidés.

### Lettres de commutation de peines
Les Lettres de commutation de peines ont pour effet de commuer la peine du condamné en une peine plus douce mais, à moins de disposition contraire, elle laisse demeurer la note d'infamie.

### Lettres de rappel de ban ou de galères
Les Lettres de rappel de ban ou de galères ont pour effet de faire cesser l'application de ce type de peine et permettent la restitution des biens non confisqués au profit de la couronne au condamné rappelé.

### Lettres de réhabilitation
Par les Lettres de réhabilitation, le souverain rétablit l'honneur du  condamné, lui restitue ses biens et supprime la note d'infâmie.

### Lettres pour ester à droit
Le condamné par contumace et exécuté en effigie devait nécessairement, au-delà d'un délai de cinq ans, recevoir des Lettres pour ester à droit pour mettre fin à la confiscation des biens, se défendre en jugement et purger sa peine.

### Lettres de révision
Elles permettaient de reprendre un procès en totalité. Elles sont généralement délivrées à un procès en cours de peine, ou à un condamner dont la peine est déjà purgée.

### Lettres de rémission
Par une lettre de rémission, le roi accorde son pardon à l'accusé pour ses actes, et le rétablit dans sa « bonne renommée » et dans ses biens. Une lettre de rémission stoppe ainsi le cours de la justice. Les intérêts de la partie adverse sont néanmoins préservés. Les lettres de rémissions sont accordées sur demande par la chancellerie, même si les parlements régionaux peuvent en accorder s'ils possèdent une dérogation royale.

### Lettres de pardon
Les lettres de pardon permettent au Roi d'effacer le délit d'une personne.

### Sources imprimées
- André Joubert, Liste et analyse sommaire de vingt-six lettres de rémission accordées par les rois de France à des habitants des châtellenies de Château-Gontier et de Craon (XIVe – XVIe siècle), Laval, Imprimerie de L. Moreau, 1891, 19 p., [lire en ligne].
- Pierre Pégeot, Odile Derniame, Madeleine Hénin (éd.), Les lettres de rémission du duc de Lorraine René II (1473-1508), Turnhout : Brepols, Collection : ARTeM / Atelier de recherche sur les textes médiévaux ; 17, 2013, 555 p.,  (ISBN 9782503548326)
- Michel Nassiet (éd.), Les lettres de pardon du voyage de Charles IX (1565-1566), Paris : Société de l'histoire de France, Collection : Société de l'histoire de France ; 539, 2010, XLIII-718 p.,  (ISBN 978-2-35407-132-5)